# Schneiderkreide

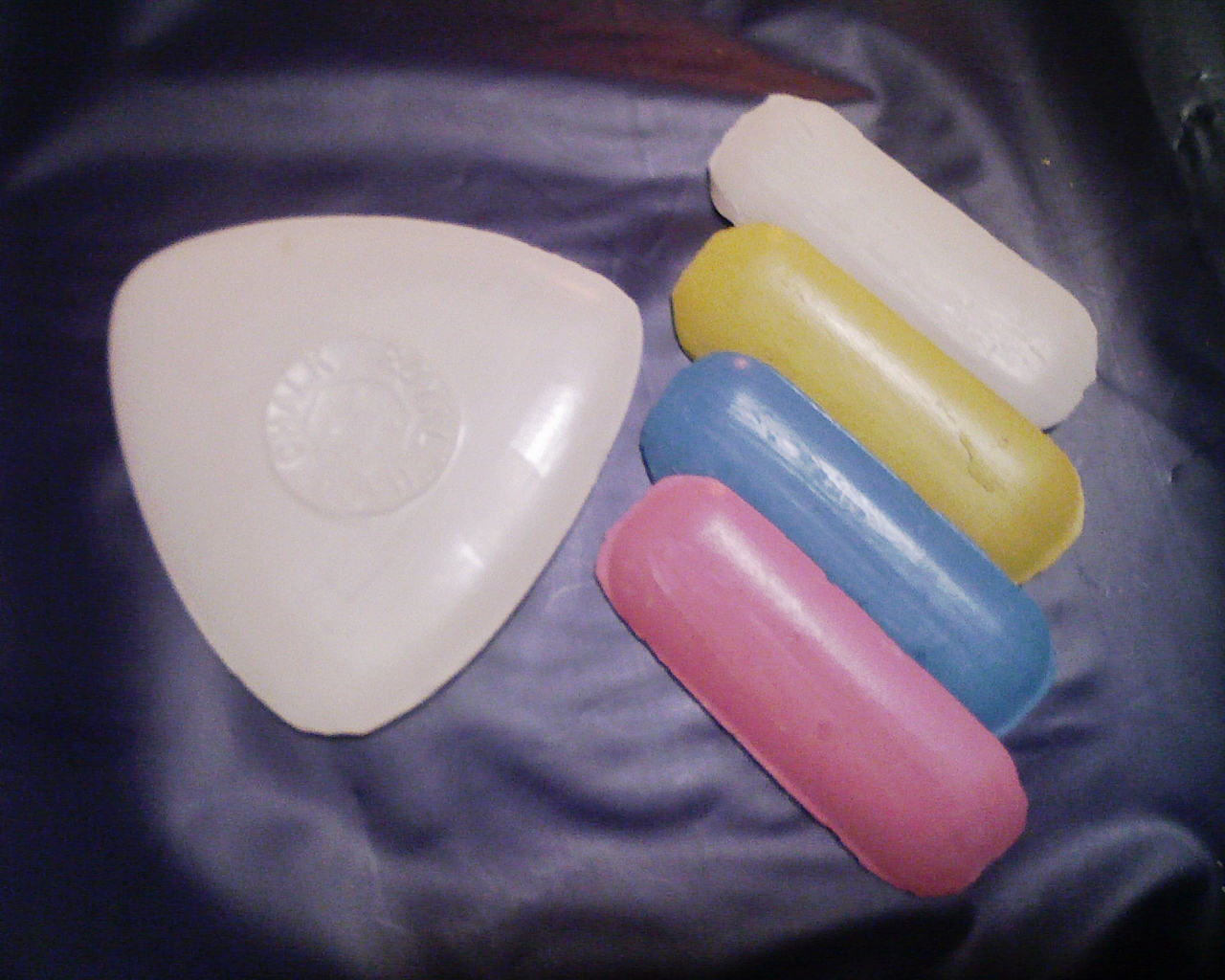
Schneiderkreiden

Die Schneiderkreide gehört zum grundlegenden Werkzeug und Werkstoff der Schneiderei.
Schneiderkreide lässt sich einfach auftragen, besonders wesentlich ist, dass sie sich leicht wieder ausbürsten lässt. Sie wird beim Zuschneiden von Bekleidung zum Aufzeichnen von Schnittmusterteilen auf den Stoff benutzt und zum Anzeichnen der Heft- und Nähmarkierungen. Auch können Knopflöcher, Einhaltungen und anderes damit angezeichnet werden.
Die traditionelle Schneiderkreide wird aus Ton hergestellt.
Andere ältere Quellen nennen fein gemahlenen Speckstein als Inhaltsstoff.
Heller Speckstein lässt sich gut zermahlen und besteht bis zu 100 % aus dem Schichtsilikat Talk.
Je nach Region kommt Talk in Form von Speckstein oder als Tonmineral in Sediment(gestein) vor.
Die üblicherweise im Handel befindlichen Farben sind, neben weiß, hellgrau, gelb, rot, grün und blau. Für die gefärbte Kreide wird empfohlen, vor der Benutzung eine Probemarkierung auf dem zu verwendenden Stoff zu machen und diese dann wieder auszubürsten, um zu prüfen, ob es nicht doch zu Verfärbungen kommt. Inzwischen gibt es darüber hinaus synthetisch hergestellte Schneiderkreide. Sublimierkreide verschwindet nach einiger Zeit von selbst oder kann durch Bügeln entfernt werden.
Schneiderkreide gibt es als rundliche oder eckige Stücke mit geschärften Kanten, um feine Linien zeichnen zu können, aber auch als Kreidestifte.
Preisgünstige Schneiderkreidestifte bestehen aus einer holzummantelten Kreidemine und ähneln dadurch den Buntstiften. Sie werden häufig mit einer Schutzkappe für die Stiftspitze ausgeliefert, an der eine Bürste und eventuell auch ein zungenartiges Ausreibwerkzeug befestigt sind. Daran können sie von auswaschbaren Markierstiften unterschieden werden.
Kreideminen für Fallminenstifte, auch Druckstifte oder Minenhalter genannt, gibt es in Gebinden mit Minen einer Farbe oder mehrerer Farben.
In Puderform wird Schneiderkreide für Rockabrunder benutzt.
Für spezielle Anwendungen, beispielsweise in der Polsterindustrie, gibt es eine nicht auswaschbare Wachskreide, die für Bekleidung nicht geeignet ist. Sie schmilzt bei Bügelhitze, die Anzeichnungen damit werden auf der nicht sichtbaren Rückseite des Stoffes gemacht.
Beim hessischen Ort Epterode wurde, oder wird noch, Ton abgebaut. Dort gab es von 1613 bis 1720 ein Alaunwerk und es wurden feuerfeste Schmelztiegel, Schamotte und auch Schneiderkreide hergestellt. Noch heute kommt aus der Gegend Schneiderkreide, das Unternehmen Argo – Arminius Goebel GmbH in Grossalmerode, gegründet 1909, fertigt „Tonkreide, Wachskreide und Sublimier-Schneiderkreide für Industrie und Handwerk“.